# Alberto Castellano
Alberto Castellano ou Alberto da Castello ou Albertus Castellanus est un religieux dominicain italien né vers 1450. La date de sa mort est inconnue et on connaît seulement une dernière trace d'activité, en 1523. Il est connu pour son travail d'édition de textes canoniques et d'histoire religieuse ainsi que pour la rédaction du Liber sacerdotalis, livre établissant le rôle et le travail du prêtre paru en 1523.

## Biographie
Il entre dans l'ordre dominicain vers 1470. Il appartient d'abord au couvent de Brescia. Puis, après être passé par le couvent de San Pietro Martire à Murano, il est établi en 1508 à la basilique des Saints Jean et Paul (en italien : Santi Giovanni e Paolo) à Venise.

## Œuvre
Il est éditeur de la Bible en latin. En 1506, il établit la première « première tentative » de révision critique de la Vulgate. Deux éditions interviennent ensuite en 1511 puis en 1519. En 1522, il fait paraître le Rosario della Gloriosa Vergine Maria. En 1523, il écrit le Liber sacerdotalis, paru avec l'approbation du pape Léon X, qui établit le rôle et le travail du prêtre et comporte les « instructions détaillées de chacun des différents rites ».

## Sources

### À propos d'Alberto Castellano
- Alberto Castellano (1450?-1523?) sur data.bnf.fr.

### Ouvrages généraux sur l'Église
- Elise Boille, L'Arétin et la Bible, Genève, Librairie Droz, coll. « Travaux Humanisme Renaissance », 20 juin 2007, 587 p. (ISBN 978-2600010580, lire en ligne).
- Nicole Lemaitre, « Le prêtre mis à part ou le triomphe d'une idéologie sacerdotale au XVIe siècle », Revue d'histoire de l'Église de France, Société d'Histoire Religieuse de la France, vol. 85, no 215,‎ février 1999, p. 275-289 (lire en ligne, consulté le 2 mai 2017).
- Jean-Marie Mayeur, Luce Pietri, André Vauchez et Marc Venard, Histoire du christianisme, vol. 8 : Le temps des confessions (1530-1620), Paris, Desclée-Mame, coll. « Basic Art », 1992, 1240 p. (ISBN 9782718907437).

### Ouvrages d'Alberto Castellano
- (it) Alberto Castellano, Rosario della gloriosa Vergine Maria : con le stationi, & indulgentie delle chiese di Roma par tutto l'anno: di nuouo stampato, & ricorretto con nuoue & belle figure adornato, Venise, 1522 (lire en ligne).
- (la) Alberto Castellano, Liber sacerdotalis, Venise, 1523 (lire en ligne).